# چشم‌آبی دماغه
چشم‌آبی دماغه (نام علمی: Pseudomugil majusculus) نام یک گونه از سرده ماهی‌های چشم‌آبی است.